# Leon Goretzka
Leon Christoph Goretzka, né le 6 février 1995 à Bochum en Allemagne, est un footballeur international allemand qui évolue au poste de milieu de terrain au Bayern Munich.

## Biographie

### Débuts et formation
En 1999, Goretzka commence sa carrière avec Werner SV 06 Bochum. Il y reste pendant deux ans avant de signer au VfL Bochum en 2001. Durant sa formation, il reçoit la Médaille Fritz Walter d'or le 30 juillet 2012, qui récompense les meilleurs jeunes allemands, pour la catégorie des moins de 17 ans. La saison 2011-2012 marquera la fin de son parcours junior, puisque la saison suivante (2012-2013), il fera ses débuts professionnels.

### VfL Bochum
Le 4 août 2012, Goretzka fait ses débuts professionnels pour le VfL Bochum dans la deuxième division allemande, le 2. Bundesliga, contre le Dynamo Dresde. Titulaire, il se fait également remarquer ce jour-là en inscrivant son premier but, et participe ainsi à la victoire des siens par deux buts à un.

### Schalke 04
En juin 2013, il est transféré pour 3,3 M€ à Schalke 04, équipe évoluant en Bundesliga,.
Le jeune prodige allemand foule pour la première fois une pelouse de Bundesliga le 11 août 2013, lors du match opposant Schalke 04 au Hambourg SV (3-3). Le 21 août suivant il participe à son premier match de Ligue des champions en entrant en jeu à la place de Marco Höger face au PAOK Salonique (1-1). Il marque son premier but en championnat sur le terrain de l'Eintracht Brunswick (victoire 2-3 de Schalke 04),
Pour sa première saison sous ses nouvelles couleurs, Leon Goretzka joue 33 matchs (25 en championnat, 2 en coupe nationale et 5 en Ligue des Champions). Il est même décisif puisqu'il inscrit 5 buts (4 en championnat et 1 en coupe nationale) et effectue une passe décisive. Le nombre de matchs joués et d'actions décisives effectuées démontre une totale adaptation au niveau de jeu rencontré, aussi bien sur les pelouses nationales qu'européennes.
Le 29 septembre 2016, Goretzka inscrit son premier but en coupe d'Europe, à l'occasion d'un match de groupe de Ligue Europa contre le Red Bull Salzbourg. Son équipe l'emporte par trois buts à un ce jour-là.

### Bayern Munich
Convaincu par ses dirigeants, Goretzka décide de signer au Bayern en janvier 2018. Le transfert n'est effectif qu'en été 2018, puisque son contrat avec Schalke le lie jusqu'au 30 juin 2018. Ainsi, le Bayern recrute Goretzka sans devoir payer d'indemnités de transfert. Le 18 août 2018 il fait sa première apparition sous ses nouvelles couleurs, en entrant en jeu à la place de Mats Hummels lors d'un match de coupe d'Allemagne face au modeste club du SV Drochtersen/Assel. 
Alors que le score est de zéro à zéro, c'est lui qui délivre la passe décisive à Robert Lewandowski sur le seul but de la partie, permettant à son équipe de s'imposer. Le 1er septembre 2018, il fête sa première titularisation avec le Bayern lors d'un match de Bundesliga face au VfB Stuttgart. Il inscrit également son premier but pour le Bayern ce jour-là, et délivre une passe décisive, contribuant à la victoire des siens (1-3). Le 18 janvier 2019, Goretzka réalise son premier doublé avec le Bayern, lors d'une victoire en championnat face au TSG Hoffenheim (1-3).
Goretzka remporte la Ligue des champions lors de l'édition 2019-2020. Il est titulaire lors de la finale remportée face au Paris Saint-Germain le 23 août 2020 (0-1).
Il s'illustre particulièrement lors de la saison 2020-2021 du Bayern Munich, juste après le départ du milieu de terrain international espagnol Thiago Alcàntara, dans un effectif où il compose notamment l'un des milieux de terrain les plus solides qu'ait connu le Bayern, aux côtés de Joshua Kimmich et de Thomas Müller. 
Durant l'été 2020-2021, à la suite de sa grande saison marquée par le titre de Champion d'Allemagne en club, il attire notamment les convoitises de Manchester United . Cependant, il privilégie de rester dans son club en l'attente d'un accord quant à une prolongation de contrat dans son club .
Le 16 septembre 2021, Leon Goretzka prolonge son contrat avec le Bayern jusqu'en juin 2026,.
Le 18 janvier 2025, Goretzka se fait remarquer en réalisant un doublé en championnat face au VfL Wolfsburg. Titularisé, il permet à son équipe de l'emporter par trois buts à deux,.

### Équipe d'Allemagne

#### Jeunes
Le 15 novembre 2010, Goretzka fait ses premiers pas internationaux avec l'équipe nationale allemande U16 contre l'Irlande du Nord à Göttingen. Le 24 août 2011, joue son premier match pour la sélection nationale allemande des U17 contre la Turquie à Kelsterbach. Il deviendra le capitaine de cette sélection pendant la phase de qualification au Championnat d'Europe UEFA 2012 U17 et durant la phase finale de ce même tournoi.
Le 14 août 2012, Goretzka fait ses débuts pour la sélection U19 contre l'Écosse à Falkirk. Un an plus tard (13 août 2013), le joueur dispute son premier match avec les U21 allemands contre la France.
Joueur important durant toute la phase de qualification au Championnat d’Europe 2014, Goretzka est utilisé à de nombreuses reprises. Néanmoins, il ne participera pas à la phase finale du tournoi puisque son club n’a pas voulu le mettre à disposition de la sélection U19, afin de lui laisser une période de récupération avant de commencer la saison 2014/2015,. En effet, avec son coéquipier Maximilian Meyer, les jeunes allemands ont été retenus dans la liste des 30 joueurs de Joachim Löw pour la Coupe du monde 2014 et ont donc participer au stage de préparation. N’ayant pas été conservés pour aller au Brésil, les deux joueurs auraient alors pu participer au Championnat d’Europe U19. Mais étant donné que ce dernier se déroulait du 19 au 31 juillet 2014, Meyer et Goretzka n’auraient presque pas eu de repos et leur préparation pour la saison 2014/2015 aurait été tronquée.
« Malheureusement » pour ces deux jeunes joueurs, les U19 allemands ont gagné le Championnat d’Europe U19 2014 et la Nationalmannschaft a été couronnée au Brésil. Bien que faisant partie de ces deux groupes, ils ne pourront pas ajouter ces titres à leur palmarès.

#### Nationalmannschaft
Le 8 mai 2014, en vue de la Coupe du monde 2014, le sélectionneur de l'équipe nationale allemande, Joachim Löw, donne une liste élargie de 30 joueurs. Leon Goretzka est retenu et fait ses premiers pas dans la Nationalmannschaft avec son coéquipier Maximilian Meyer. Il jouera son premier match officiel contre la Pologne, match amical visant à préparer la Coupe du monde au Brésil. Malheureusement, le joueur allemand ne fera pas partie du voyage au pays du football, puisqu'il n'est pas conservé dans la liste des 23. Il ne sera donc pas sacré champion du monde 2014.
En 2016, Goretzka n'est pas convoqué pour participer au Championnat d'Europe, mais Horst Hrubesch fait appel à ses talents pour être le capitaine de l'équipe d'Allemagne olympique aux Jeux Olympiques de Rio. Goretzka ne joue qu'un seul match lors du tournoi face au Mexique (score 2-2). Blessé à l'épaule, il est remplacé par Serge Gnabry à la 28ème minute. Goretzka ne peut plus continuer le tournoi, mais l'Allemagne arrivera tout de même jusqu'en finale.
En 2017, Goretzka est sélectionné par Löw pour participer à la Coupe des Confédérations. Il aide son équipe à remporter le tournoi, notamment lors de la demi-finale face au Mexique (score 4-1), où il inscrit deux buts en deux minutes et est élu meilleur joueur du match. Goretzka est titulaire lors de la finale et remporte le tournoi en battant le Chili 1-0. À l'issue du tournoi, Goretzka remporte le "Ballon de Bronze", c'est-à-dire le titre de troisième meilleur joueur du tournoi, ainsi que le "Soulier d'Argent", titre du second meilleur buteur, qu'il remporte à égalité avec Lars Stindl.
Il est retenu par Löw en juin 2018 pour participer à la Coupe du monde 2018 avec l'Allemagne. Il n'y joue qu'un match, lors de la défaite 2-0 face à la Corée du Sud, avant d'être remplacé par Thomas Müller à la 63e minute.
Le 19 novembre 2019, Goretzka se fait remarquer en marquant deux buts contre l'Irlande du Nord. Titulaire, il participe à la victoire de son équipe par six buts à un.
Le 10 novembre 2022, il est sélectionné par Hansi Flick pour participer à la Coupe du monde 2022.

## Statistiques

### En club
| Saison                | Club                  | Championnat           | Championnat | Championnat | Championnat | Coupe(s) nationale(s) | Coupe(s) nationale(s) | Coupe(s) nationale(s) | Supercoupe | Supercoupe | Supercoupe | Compétition(s) continentale(s) | Compétition(s) continentale(s) | Compétition(s) continentale(s) | Compétition(s) continentale(s) | Supercoupe de l'UEFA | Supercoupe de l'UEFA | Supercoupe de l'UEFA | Coupe du monde des clubs | Coupe du monde des clubs | Coupe du monde des clubs | Total | Total | Total |
| Saison                | Club                  | Division              | M.          | B.          | P.d.        | M.                    | B.                    | P.d.                  | M.         | B.         | P.d.       | Comp.                          | M.                             | B.                             | P.d.                           | M.                   | B.                   | P.d.                 | M.                       | B.                       | P.d.                     | M.    | B.    | P.d.  |
| 2012-2013             | VfL Bochum            | 2. Bundesliga         | 32          | 4           | 4           | 4                     | 0                     | 2                     | -          | -          | -          | -                              | -                              | -                              | -                              | -                    | -                    | -                    | -                        | -                        | -                        | 36    | 4     | 6     |
| 2013-2014             | Schalke 04            | Bundesliga            | 25          | 4           | 1           | 2                     | 1                     | 0                     | -          | -          | -          | C1                             | 5                              | 0                              | 0                              | -                    | -                    | -                    | -                        | -                        | -                        | 32    | 5     | 1     |
| 2014-2015             | Schalke 04            | Bundesliga            | 10          | 0           | 0           | -                     | -                     | -                     | -          | -          | -          | C1                             | 1                              | 0                              | 0                              | -                    | -                    | -                    | -                        | -                        | -                        | 11    | 0     | 0     |
| 2015-2016             | Schalke 04            | Bundesliga            | 25          | 1           | 3           | 2                     | 1                     | 0                     | -          | -          | -          | C3                             | 7                              | 0                              | 0                              | -                    | -                    | -                    | -                        | -                        | -                        | 34    | 2     | 3     |
| 2016-2017             | Schalke 04            | Bundesliga            | 30          | 5           | 3           | 2                     | 0                     | 0                     | -          | -          | -          | C3                             | 9                              | 3                              | 1                              | -                    | -                    | -                    | -                        | -                        | -                        | 41    | 8     | 4     |
| 2017-2018             | Schalke 04            | Bundesliga            | 26          | 4           | 2           | 3                     | 0                     | 1                     | -          | -          | -          | -                              | -                              | -                              | -                              | -                    | -                    | -                    | -                        | -                        | -                        | 29    | 4     | 3     |
| Sous-total            | Sous-total            | Sous-total            | 116         | 14          | 9           | 9                     | 2                     | 1                     | -          | -          | -          | -                              | 22                             | 3                              | 1                              | -                    | -                    | -                    | -                        | -                        | -                        | 147   | 19    | 11    |
| 2018-2019             | Bayern Munich         | Bundesliga            | 30          | 8           | 4           | 5                     | 1                     | 2                     | 1          | 0          | 0          | C1                             | 6                              | 0                              | 0                              | -                    | -                    | -                    | -                        | -                        | -                        | 42    | 9     | 6     |
| 2019-2020             | Bayern Munich         | Bundesliga            | 24          | 6           | 5           | 5                     | 1                     | 1                     | 1          | 0          | 0          | C1                             | 8                              | 1                              | 1                              | -                    | -                    | -                    | -                        | -                        | -                        | 38    | 8     | 7     |
| 2020-2021             | Bayern Munich         | Bundesliga            | 24          | 5           | 5           | 0                     | 0                     | 0                     | 0          | 0          | 0          | C1                             | 7                              | 2                              | 3                              | 1                    | 1                    | 0                    | -                        | -                        | -                        | 32    | 8     | 8     |
| 2021-2022             | Bayern Munich         | Bundesliga            | 19          | 3           | 4           | 1                     | 0                     | 0                     | 1          | 0          | 0          | C1                             | 6                              | 0                              | 1                              | -                    | -                    | -                    | -                        | -                        | -                        | 27    | 3     | 5     |
| 2022-2023             | Bayern Munich         | Bundesliga            | 27          | 3           | 2           | 4                     | 1                     | 0                     | -          | -          | -          | C1                             | 9                              | 2                              | 4                              | -                    | -                    | -                    | -                        | -                        | -                        | 40    | 6     | 6     |
| 2023-2024             | Bayern Munich         | Bundesliga            | 31          | 6           | 7           | 1                     | 0                     | 1                     | 1          | 0          | 0          | C1                             | 10                             | 0                              | 0                              | -                    | -                    | -                    | -                        | -                        | -                        | 43    | 6     | 8     |
| 2024-2025             | Bayern Munich         | Bundesliga            | 26          | 4           | 0           | 2                     | 0                     | 0                     | -          | -          | -          | C1                             | 11                             | 1                              | 1                              | -                    | -                    | -                    | 3                        | 1                        | 0                        | 42    | 6     | 1     |
| 2025-2026             | Bayern Munich         | Bundesliga            | 0           | 0           | 0           | 0                     | 0                     | 0                     | 1          | 0          | 0          | C1                             | 0                              | 0                              | 0                              | -                    | -                    | -                    | -                        | -                        | -                        | 1     | 0     | 0     |
| Sous-total            | Sous-total            | Sous-total            | 181         | 35          | 24          | 18                    | 3                     | 4                     | 5          | 0          | 0          | -                              | 57                             | 6                              | 10                             | 1                    | 1                    | 0                    | 3                        | 1                        | 0                        | 265   | 46    | 38    |
| Total sur la carrière | Total sur la carrière | Total sur la carrière | 328         | 53          | 37          | 31                    | 5                     | 7                     | 5          | 0          | 0          | -                              | 79                             | 9                              | 11                             | 1                    | 1                    | 0                    | 3                        | 1                        | 0                        | 447   | 69    | 55    |

### En sélection nationale
| Saison                | Sélection             | Phases finales                | Phases finales | Phases finales | Phases finales | Éliminatoires | Éliminatoires | Éliminatoires | Ligue Nations | Ligue Nations | Ligue Nations | Matchs amicaux | Matchs amicaux | Matchs amicaux | Total | Total | Total |
| Saison                | Sélection             | Compétition                   | M              | B              | Pd             | M             | B             | Pd            | M             | B             | Pd            | M              | B              | Pd             | M     | B     | Pd    |
| --------------------- | --------------------- | ----------------------------- | -------------- | -------------- | -------------- | ------------- | ------------- | ------------- | ------------- | ------------- | ------------- | -------------- | -------------- | -------------- | ----- | ----- | ----- |
| 2013-2014             | Allemagne             | Coupe du monde 2014           | -              | -              | -              | -             | -             | -             | -             | -             | -             | 1              | 0              | 0              | 1     | 0     | 0     |
| 2014-2015             | Allemagne             | -                             | -              | -              | -              | -             | -             | -             | -             | -             | -             | -              | -              | -              | 0     | 0     | 0     |
| 2015-2016             | Allemagne             | Euro 2016                     | -              | -              | -              | -             | -             | -             | -             | -             | -             | -              | -              | -              | 0     | 0     | 0     |
| 2016-2017             | Allemagne             | Coupe des confédérations 2017 | 4              | 3              | 1              | 2             | 0             | 1             | -             | -             | -             | 2              | 0              | 0              | 8     | 3     | 2     |
| 2017-2018             | Allemagne             | Coupe du monde 2018           | 1              | 0              | 0              | 3             | 3             | 0             | -             | -             | -             | 3              | 0              | 0              | 7     | 3     | 0     |
| 2018-2019             | Allemagne             | -                             | -              | -              | -              | 3             | 1             | 1             | 2             | 0             | 0             | 2              | 1              | 0              | 7     | 2     | 1     |
| 2019-2020             | Allemagne             | -                             | -              | -              | -              | 2             | 3             | 0             | -             | -             | -             | -              | -              | -              | 2     | 3     | 0     |
| 2020-2021             | Allemagne             | Euro 2020                     | 3              | 1              | 0              | 4             | 1             | 0             | 4             | 1             | 2             | -              | -              | -              | 11    | 3     | 2     |
| 2021-2022             | Allemagne             | -                             | -              | -              | -              | 5             | 0             | 4             | 3             | 0             | 0             | -              | -              | -              | 8     | 0     | 4     |
| 2022-2023             | Allemagne             | Coupe du monde 2022           | 3              | 0              | 0              | -             | -             | -             | -             | -             | -             | 6              | 0              | 0              | 9     | 0     | 0     |
| 2023-2024             | Allemagne             | -                             | -              | -              | -              | -             | -             | -             | -             | -             | -             | 4              | 0              | 0              | 4     | 0     | 0     |
| Total sur la carrière | Total sur la carrière | Total sur la carrière         | 11             | 4              | 1              | 19            | 8             | 6             | 9             | 1             | 2             | 18             | 1              | 0              | 57    | 14    | 9     |

### Liste des buts internationaux
|       | Date                                                                                               | Lieu                                                                                               | Adversaire                                                                                         | Score                                                                                              | Résultat                                                                                           | Compétition                                                                                        | Sélection                                                                                          | Nature du but                                                                                      | Passeur décisif                                                                                    |
| ----- | -------------------------------------------------------------------------------------------------- | -------------------------------------------------------------------------------------------------- | -------------------------------------------------------------------------------------------------- | -------------------------------------------------------------------------------------------------- | -------------------------------------------------------------------------------------------------- | -------------------------------------------------------------------------------------------------- | -------------------------------------------------------------------------------------------------- | -------------------------------------------------------------------------------------------------- | -------------------------------------------------------------------------------------------------- |
| 1     | 19 juin 2017                                                                                       | Stade olympique Ficht, Sotchi, Russie                                                              | Australie                                                                                          | 3-1                                                                                                | 3-2                                                                                                | Coupe des confédérations 2017                                                                      | 6e                                                                                                 | Du pied droit                                                                                      | Joshua Kimmich                                                                                     |
| 2     | 29 juin 2017                                                                                       | Stade olympique Ficht, Sotchi, Russie                                                              | Mexique                                                                                            | 1-0                                                                                                | 4-1                                                                                                | Coupe des confédérations 2017                                                                      | 8e                                                                                                 | Du pied droit                                                                                      | Benjamin Henrichs                                                                                  |
| 3     | 29 juin 2017                                                                                       | Stade olympique Ficht, Sotchi, Russie                                                              | Mexique                                                                                            | 2-0                                                                                                | 4-1                                                                                                | Coupe des confédérations 2017                                                                      | 8e                                                                                                 | Du pied droit                                                                                      | Timo Werner                                                                                        |
| 4     | 4 septembre 2017                                                                                   | Mercedes-Benz Arena, Stuttgart, Allemagne                                                          | Norvège                                                                                            | 5-0                                                                                                | 6-0                                                                                                | Éliminatoires de la Coupe du monde de football 2018                                                | 10e                                                                                                | De la tête                                                                                         | Julian Draxler                                                                                     |
| 5     | 8 octobre 2017                                                                                     | Fritz-Walter-Stadion, Kaiserslautern, Allemagne                                                    | Azerbaïdjan                                                                                        | 1-0                                                                                                | 5-1                                                                                                | Éliminatoires de la Coupe du monde de football 2018                                                | 12e                                                                                                | Du pied gauche                                                                                     | |
| 6     | 8 octobre 2017                                                                                     | Fritz-Walter-Stadion, Kaiserslautern, Allemagne                                                    | Azerbaïdjan                                                                                        | 4-1                                                                                                | 5-1                                                                                                | Éliminatoires de la Coupe du monde de football 2018                                                | 12e                                                                                                | Du pied gauche                                                                                     | Leroy Sané                                                                                         |
| 7     | 20 mars 2019                                                                                       | Volkswagen-Arena, Wolfsburg, Allemagne                                                             | Serbie                                                                                             | 1-1                                                                                                | 1-1                                                                                                | Match amical                                                                                       | 20e                                                                                                | Du pied droit                                                                                      | Marco Reus                                                                                         |
| 8     | 11 juin 2019                                                                                       | Opel Arena, Mayence, Allemagne                                                                     | Estonie                                                                                            | 3-0                                                                                                | 8-0                                                                                                | Éliminatoires du Championnat d'Europe de football 2020                                             | 23e                                                                                                | De la tête                                                                                         | Joshua Kimmich                                                                                     |
| 9     | 16 novembre 2019                                                                                   | Borussia-Park, Mönchengladbach, Allemagne                                                          | Biélorussie                                                                                        | 2-0                                                                                                | 4-0                                                                                                | Éliminatoires du Championnat d'Europe de football 2020                                             | 24e                                                                                                | Du pied droit                                                                                      | Toni Kroos                                                                                         |
| 10    | 19 novembre 2019                                                                                   | Commerzbank-Arena, Francfort-sur-le-Main, Allemagne                                                | Irlande du Nord                                                                                    | 2-1                                                                                                | 6-1                                                                                                | Éliminatoires du Championnat d'Europe de football 2020                                             | 25e                                                                                                | Du pied droit                                                                                      | Serge Gnabry                                                                                       |
| 11    | 19 novembre 2019                                                                                   | Commerzbank-Arena, Francfort-sur-le-Main, Allemagne                                                | Irlande du Nord                                                                                    | 5-1                                                                                                | 6-1                                                                                                | Éliminatoires du Championnat d'Europe de football 2020                                             | 25e                                                                                                | Du pied droit                                                                                      | |
| 12    | 10 octobre 2020                                                                                    | Stade olympique, Kiev, Ukraine                                                                     | Ukraine                                                                                            | 0-2                                                                                                | 1-2                                                                                                | Ligue des nations 2020-2021                                                                        | 26e                                                                                                | De la tête                                                                                         | |
| 13    | 25 mars 2021                                                                                       | Schauinsland-Reisen-Arena, Duisbourg, Allemagne                                                    | Islande                                                                                            | 1-0                                                                                                | 3-0                                                                                                | Éliminatoires de la Coupe du monde de football 2022                                                | 30e                                                                                                | Du pied gauche                                                                                     | Serge Gnabry                                                                                       |
| 14    | 23 juin 2021                                                                                       | Allianz Arena, Munich, Allemagne                                                                   | Hongrie                                                                                            | 2-2                                                                                                | 2-2                                                                                                | Euro 2020                                                                                          | 34e                                                                                                | Du pied droit                                                                                      | |
| Total | 14 buts (8 du pied droit, 3 du pied gauche et 3 de la tête) en 30 sélections depuis le 13 mai 2014 | 14 buts (8 du pied droit, 3 du pied gauche et 3 de la tête) en 30 sélections depuis le 13 mai 2014 | 14 buts (8 du pied droit, 3 du pied gauche et 3 de la tête) en 30 sélections depuis le 13 mai 2014 | 14 buts (8 du pied droit, 3 du pied gauche et 3 de la tête) en 30 sélections depuis le 13 mai 2014 | 14 buts (8 du pied droit, 3 du pied gauche et 3 de la tête) en 30 sélections depuis le 13 mai 2014 | 14 buts (8 du pied droit, 3 du pied gauche et 3 de la tête) en 30 sélections depuis le 13 mai 2014 | 14 buts (8 du pied droit, 3 du pied gauche et 3 de la tête) en 30 sélections depuis le 13 mai 2014 | 14 buts (8 du pied droit, 3 du pied gauche et 3 de la tête) en 30 sélections depuis le 13 mai 2014 | 14 buts (8 du pied droit, 3 du pied gauche et 3 de la tête) en 30 sélections depuis le 13 mai 2014 |

## Palmarès

### En club
|  |  | Schalke 04 - Bundesliga - Vice-Champion : 2018 |  | Bayern Munich - Bundesliga - Champion : 2019, 2020, 2021, 2022, 2023 et 2025 - Coupe d'Allemagne - Vainqueur : 2019 et 2020 - Supercoupe d'Allemagne - Vainqueur : 2018, 2021 et 2025 - Finaliste : 2023 - Ligue des Champions - Vainqueur : 2020 - Supercoupe de l'UEFA : - Vainqueur : 2020 |

### En sélection
Allemagne des moins de 17 ans
- Finaliste de l'Euro U17 en 2012.

 Allemagne
- Vainqueur de la Coupe des confédérations 2017

 Allemagne olympique
- Médaille d'argent aux Jeux olympiques d'été 2016

### Récompenses individuelles
- Médaille d'or Fritz Walter dans la catégorie U17, le 30 juillet 2012[39]. Cette médaille est décernée annuellement, par la Fédération Allemande de Football (DFB), aux meilleurs jeunes footballeurs allemands depuis 2005.
- Ballon de bronze du meilleur joueur de la Coupe des Confédérations 2017.
- Membre de l'équipe type de la Ligue des champions de l'UEFA en 2020.